# Toonstruck
Toonstruck es una aventura gráfica point-and-click lanzada al mercado en 1996 en la cual, aunque todas las imágenes fueron dibujadas a mano y escaneadas para hacer el juego, el protagonista Andrés Truido (interpretado por Christopher Lloyd) fue elaborado captando en video la representación del actor para ser incluido junto a los dibujos.
El modo de juego es simple, el cursor (mano con guante) cambia según el contexto (ir, coger, usar...) con lo que sólo tenemos un icono en pantalla que es el inventario (saco sin fondo).
- Datos: Q1639855